# 1902年至1903年英格蘭足總盃
1902/03球季英格蘭足總盃（英語：FA Cup），是第32屆英格蘭足總盃，今屆賽事的冠軍是貝利，他們在決賽以6:0擊敗打比郡，奪得冠軍。本屆賽事繼續在水晶宮國家體育中心舉行。
貝利繼1899/00球季後再下一城，第二度贏得足總盃冠軍。

## 外部連結
1. 英格蘭足總盃官網Archive-It的存檔，存档日期2012-04-24
2. 英格蘭足總盃 歷屆冠軍（页面存档备份，存于）